# Ramadan Achmedow
Ramadan Achmedow (bg. Рамадан Ахмедов) – bułgarski zapaśnik walczący w stylu wolnym. Brązowy medalista mistrzostw Europy w 1970. Wygrał Igrzyska Bałkańskie w 1968 roku.